# London Colney
London Colney – wieś w Anglii, w hrabstwie Hertfordshire, w dystrykcie St Albans. Leży w pobliżu miasta St Albans, ok. 28 km na północny zachód od centrum Londynu. Miejscowość liczy 7518 mieszkańców.